# Enric Martí i Puig
Enric Martí i Puig (Lleida, 1840 - ?, 1900) fou un músic català.
Entre les seves composicions, va escriure la música de la sarsuela Por seguir à una mujer, un cor a veus soles, cantat a Lleida el 1863; la simfonia Emma, estrenada en el Teatre Tívoli de Barcelona el 1877; l'elegia per a cant i piano ¡Pobre Mercedes! (Barcelona, 1878), dedicat a la memòria de la reina Maria de la Mercè d'Orleans; l'himne patriòtic La presa de la Bastilla, etc.